# Vietoluperus alleculoides
Vietoluperus alleculoides es una especie de insecto coleóptero de la familia Chrysomelidae.
Fue descrita científicamente en 1981 por Medvedev & Dang.